# Giornalista

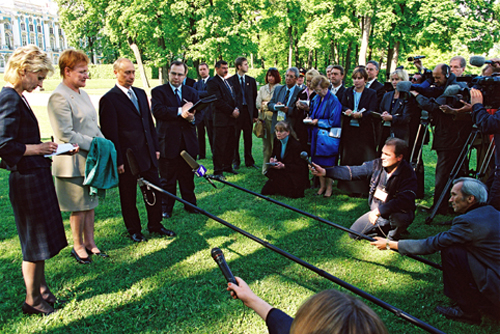
Folla di giornalisti a una conferenza stampa.

Il giornalista (anche reporter, dalla lingua inglese) è un professionista che opera nel settore dell'informazione; si occupa di scoprire, analizzare, descrivere e scegliere notizie per poi diffonderle. L'attività propria del giornalista è detta giornalismo e si collega a tutto ciò che interessa l'elaborazione e la successiva pubblicazione tramite la stampa.

## Descrizione
Opera nel settore dell'informazione e della cronaca, redige articoli editoriali per testate giornalistiche periodiche o agenzie di stampa, che vengono pubblicate sui mezzi di comunicazione di massa (carta stampata, radio, televisione, internet); può essere sia un lavoratore dipendente presso la redazione di un giornale, sia un freelance.

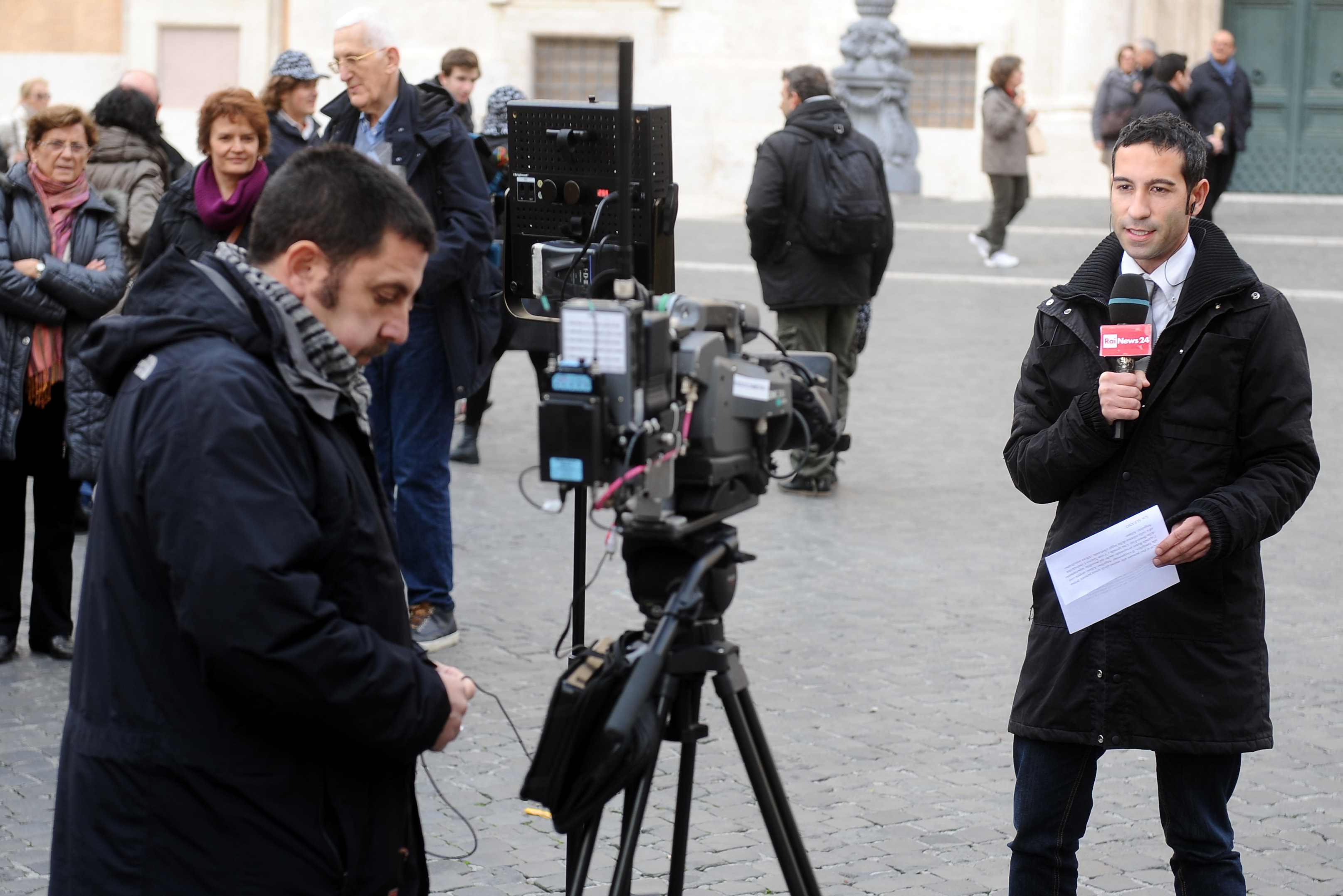
Un giornalista televisivo ed un cameraman durante un collegamento.

Viene considerato specializzato se si occupa solo e specificamente di un unico settore o scrive su pubblicazioni che si occupano di una materia in particolare (sport, musica, arte, scienza, spettacolo, economia, finanza, politica). A seconda dell'oggetto della sua attività, può anche realizzare reportage sugli eventi relativi alle varie tematiche trattate, come durante un conflitto (giornalismo di guerra) o su determinate realtà territoriali (giornalismo locale) o attività di inchiesta su determinati fatti e/o accadimenti (giornalismo investigativo).

## Settori di attività
Un giornalista può, per definizione, occuparsi d'ogni argomento che reputi meritevole di divulgazione. Ciascun settore è possibile inquadrarlo in diverse tipologie di cronaca:
- cronaca bianca: si occupa di fatti di informazione semplice, relativi all'organizzazione urbana o alla società (costruzione di strade, analisi di disservizi, inaugurazioni ed eventi in genere).
- cronaca nera: riferisce su episodi criminali o che hanno svolgimento o conclusione nefasti, quali furti, rapine, delitti, sequestri di persona, incidenti (sul lavoro o stradali), terremoti, alluvioni, suicidi.
- cronaca rosa (equivalente all'anglosassone gossip): descrive fatti e comportamenti privati o pubblici di protagonisti dello spettacolo o dell'alta società, inclusi personaggi politici e personalità dell'arte e della cultura con una qualche notorietà;
- cronaca politica: riporta - servendosi spesso delle dichiarazioni di leader ed esponenti politici - i resoconti parlamentari e l'attività dei governi. Figura tradizionale di questo settore è quella del notista politico che redige quotidianamente articoli destinati a un pastone raccolto usualmente nelle prime pagine dei quotidiani;
- cronaca internazionale: comprende genericamente notizie provenienti dalle più svariate parti del mondo, a livello geografico, politico e sociale, in vari settori;
- cronaca di costume: ha ad oggetto usi e costumi nei vari Stati del mondo;
- cronaca dello spettacolo: riguarda informazioni ed avvenimenti nell'alta società e nell'industria dello spettacolo;
- cronaca dell'arte: si occupa degli eventi (nazionali e internazionali) dell'arte in generale;
- cronaca scientifica: rende conto di ogni scoperta nel campo delle innovazioni scientifiche, anche riguardo alla salute dell'uomo o alla scoperta di nuovi territori;
- cronaca sportiva: riporta e commenta i risultati degli sport più importanti, in relazione alla vocazione del giornale. Oltre alle testate specialistiche, ogni quotidiano ha normalmente una sezione sportiva.
- cronaca economica e finanziaria: riporta le principali notizie ed accadimenti riguardanti il mondo dell'economia e della finanza, nazionale ed internazionale.

## Normativa nel mondo

### Austria
In Austria la professione di giornalista non è normata da legge e chiunque la svolga ha il diritto di definirsi tale. Non è previsto un ordine. Ci sono un sindacato e associazioni alle quali si ha facoltà di iscriversi per tutelare la propria professione.

### Belgio
In Belgio è normata da una legge del 30 dicembre 1963 che ha fissato un titolo professionale, riconosciuto e protetto, per coloro che fanno giornalismo per professione, sia salariati sia indipendenti. Vi è una commissione, nominata con decreto reale, che concede il titolo di giornalista professionista. Il ministero dell’Interno concede poi la Carte de presse.

### Danimarca
In Danimarca la professione di giornalista non è normata per legge e chiunque la svolga ha il diritto di definirsi tale. Non c'è un ordine. C'è un sindacato, la Federazione della stampa (Dansk Journalistforbund), al quale si ha facoltà di iscriversi per tutelare la propria professione. La formazione dei giornalisti nella stragrande maggioranza dei casi avviene per via universitaria, in particolare attraverso l'università di Ahrus. L'iscrizione al sindacato è permessa anche mentre si è studenti.

### Francia
In Francia è regolamentata dallo Stato. La tessera professionale (Carte de presse) viene assegnata da un organismo nominato sulla base di un decreto del governo. La fonte principale dell’ordinamento professionale del giornalista è una legge del 29 marzo 1935, i cui articoli sono inseriti nel Codice del lavoro.

### Finlandia
In Finlandia la professione di giornalista non è normata per legge e chiunque la svolga ha il diritto di definirsi tale. Non c'è un ordine. Esiste un sindacato, l'Unione dei giornalisti finlandesi, al quale si ha facoltà di iscriversi per tutelare la propria professione.

### Germania
In Germania la professione di giornalista non è normata per legge e chiunque la svolga ha il diritto di definirsi tale. Qualora si voglia ottenere il tesserino da giornalista, è necessario iscriversi con relativi giustificativi in termini di produzione e retribuzione a una delle associazioni di categoria.

### Grecia
In Grecia la professione di giornalista non è normata per legge e chiunque la svolga ha il diritto di definirsi tale. Non è previsto un ordine. Ci sono alcune associazioni sindacali di giornalisti, la maggiore delle quali è "L'Unione dei giornalisti dei quotidiani di Atene".

### Italia
Il governo Mussolini nel 1925 introdusse il contratto di lavoro nazionale dei giornalisti che istituì un «Albo generale dei giornalisti professionisti», ma dal punto di vista formale l'attività venne regolamentata con la legge 3 febbraio 1963, n. 69 che ne istituì apposito ordine professionale: l'"ordine dei giornalisti", al quale hanno l'obbligo di iscriversi tutti coloro che esercitano l'attività giornalistica, sia come professione sia come attività secondaria. Esso è diviso in due elenchi:
- i giornalisti professionisti;
- i giornalisti pubblicisti.

I primi sono coloro che esercitano in modo esclusivo e continuativo la professione di giornalista; i secondi sono coloro che svolgono attività giornalistica occasionale e retribuita anche se esercitano altre professioni o impieghi; l'"esercizio abusivo della professione" giornalistica, al pari delle altre professioni regolamentate da un albo professionale, è un reato, previsto dall'articolo 348 del codice penale.
Dal 3 febbraio 2016 ogni giornalista è tenuto a rispettare il Testo unico dei doveri del giornalista, che ha sostituito la Carta dei doveri del giornalista.
La norma del 1963 impone al giornalista l'obbligo di rispettare il segreto professionale e tutelare la segretezza delle fonti. La violazione del segreto comporta una sanzione disciplinare. I giornalisti italiani devono rifiutarsi di fornire i nomi delle persone dalle quali hanno avuto notizie di carattere fiduciario anche di fronte ai giudici. L'obbligo della segretezza della fonte può essere rimosso soltanto nel caso in cui la rivelazione della fonte si riveli indispensabile ai fini della prova del reato. In questo caso l'autorità giudiziaria italiana ordina al giornalista di indicare la fonte delle sue informazioni; solo il giornalista professionista ha la facoltà di opporre al giudice il segreto sulle proprie fonti. I pubblicisti e i praticanti, invece, sono sempre tenuti a rispondere ai giudici sul segreto professionale.
Il giornalista che, nell'espletamento della propria attività (che è, primariamente, la produzione di notizie) ritiene necessario diffondere dati attinenti alla sfera privata di un individuo, è tenuto a rispettare il codice della privacy nonché il codice deontologico relativo al trattamento dei dati personali nell'esercizio dell'attività giornalistica. Il diritto alla riservatezza delle persone è controbilanciato dal diritto all'informazione su fatti di interesse pubblico e alla libertà di espressione. Tali interessi contrapposti trovano equilibrio nella nozione di essenzialità dell'informazione: il giornalista può diffondere dati attinenti alla sfera privata di un individuo solo se tali informazioni sono indispensabili “in ragione dell'originalità del fatto o della relativa descrizione dei modi particolari in cui è avvenuto, nonché della qualificazione dei protagonisti” (Codice deontologico, art. 6 comma 1). Diversamente, il giornalista è soggetto:
- alle sanzioni disciplinari previste dall'Ordine (l'avvertimento, la censura, la sospensione dall'esercizio professionale e, nei casi più gravi, la radiazione– legge n. 69/1963);
- ai provvedimenti sanzionatori del Garante della privacy (obbligo di adeguamento del trattamento dei dati personali al Codice della privacy e al Codice deontologico).

In caso di mancato ravvedimento, si incorre nel reato di “inosservanza dei provvedimenti del Garante” (art. 170 d.lgs. 196/2003). In base a tale disposizione, il Garante può condannare il titolare del trattamento in ambito giornalistico (cioè l'editore) alla sanzione amministrativa della “pubblicazione, nella testata attraverso la quale è stata commessa la violazione nonché, ove ritenuto necessario, anche in altre testate, della decisione che accerta la violazione, per intero o per estratto, ovvero di una dichiarazione riassuntiva della medesima violazione” (art. 164 bis Codice sulla privacy).
I giornalisti, sia pubblicisti che professionisti, hanno una propria cassa previdenziale (INPGI) e un proprio sindacato, la Federazione Nazionale Stampa Italiana (FNSI). Sul piano esterno, il giornalista, specie in occasione di vertenze sindacali, è chiamato a confrontarsi - per il tramite dei propri organismi di categoria (Comitato di redazione e Associazione dei giornalisti) - con la FIEG, la Federazione italiana degli editori di giornali, che raggruppa in Italia le maggiori aziende imprenditoriali del settore dell'informazione, editrici di quotidiani e periodici, e il rapporto di lavoro è regolato da apposito contratto collettivo nazionale.
In Italia professarsi giornalisti senza essere iscritti all'albo è un reato. "Nessuno può assumere il titolo né esercitare la professione di giornalista, se non è iscritto nell'elenco dei professionisti ovvero in quello dei pubblicisti dell'albo istituito presso l'Ordine regionale o interregionale competente. La violazione della disposizione del primo periodo è punita a norma degli articoli 348 e 498 del codice penale, ove il fatto non costituisca un reato più grave".

### Norvegia
In Norvegia la professione di giornalista non è normata per legge e chiunque la svolga ha il diritto di definirsi tale. Non è previsto un ordine. Vi sono varie associazioni di stampa, la principale delle quali è il "Norsk Press Forbund", che fornisce anche il tesserino di giornalista al quale è possibile iscriversi con relativi giustificativi.

### Paesi Bassi
Nei Paesi Bassi la professione di giornalista non è normata per legge e chiunque la svolga ha il diritto di definirsi tale. Non c'èun ordine. Ci sono un sindacato la cui iscrizione è facoltativa e garantisce le tutele nei confronti degli editori e il tesserino di giornalista.

### Regno Unito
Nel Regno Unito, in virtù delle normative sulla libertà di espressione e di stampa, non esiste alcuna norma né organismo pubblico a cui i giornalisti siano tenuti a iscriversi. Esistono associazioni di giornalisti, la maggiore e più autorevole delle quali è la NUJ (Unione nazionale dei giornalisti), nata nel 1907 e alla quale aderisce la stragrande maggioranza dei giornalisti, senza alcun requisito di nazionalità.
Il Chartered Institute of Journalists è un'associazione professionale per giornalisti ed è il più importante organismo del genere nel Regno Unito e il più antico al mondo. 

### Spagna
Sebbene la costituzione stabilisca la creazione di collegi professionali (secondo l'art. 36) anche per i giornalisti, la relativa normativa che avrebbe dovuto essere emanata entro dieci anni non è mai stata prodotta. Di conseguenza, la professione non è regolamentata. Chiunque la svolga ha il diritto di definirsi giornalista.
In Catalogna è stato istituito un Ordine al quale può iscriversi facoltativamente chi esercita la professione. In Spagna è possibile aderire facoltativamente a un'associazione privata di giornalisti, la "Federación de la Prensa" (Federazione della Stampa).

### Stati Uniti
La professione di giornalista non è normata per legge e l'accesso alla professione avviene soprattutto dalle scuole di giornalismo, con le quali si può accedere agli stage nei giornali.
Seppur di tradizione anglosassone negli Stati Uniti, in 39 degli Stati federati vi sono leggi adottate singolarmente sulla protezione delle fonti (shield laws), e per stabilire chi rientri sotto la copertura della legge ogni Stato apporta la sua definizione di giornalista.

### Svezia
In Svezia la professione di giornalista non è normata per legge e chiunque la svolga ha il diritto di definirsi tale. Esiste un sindacato, "The Swedish Union of Journalists" con sede a Stoccolma, la cui iscrizione è facoltativa e garantisce le tutele nei confronti degli editori e il tesserino di giornalista.

### Svizzera
In Svizzera, sebbene in virtù delle normative sulle professioni e sulla libertà di espressione chiunque possa svolgere l'attività di giornalista, il titolo professionale può essere ottenuto solo tramite l'iscrizione al "Registro professionale svizzero delle giornaliste e dei giornalisti". Tale iscrizione conferisce il tesserino di giornalista, le tutele sindacali specifiche e dà accesso al Contratto Nazionale Collettivo.
L'iscrizione al registro e l'ottenimento della tessera stampa sono soggetti allo svolgimento comprovato (in termini di retribuzioni e articoli) per almeno due anni della professione giornalistica, all'iscrizione a una delle associazioni o sindacati contraenti, alla presentazione da parte di due altri giornalisti professionisti e all'adesione al codice deontologico. Una commissione valuta l'idoneità dei documenti prodotti. Non esistono obblighi di praticantato, il quale nella pratica è assolto svolgendo concretamente il lavoro di giornalista per due anni con la normale retribuzione dovuta.